# NGC 1707
NGC 1707 = IC 2107 bezeichnet im NGC-Katalog vier scheinbar dicht beieinander liegende Sterne im Sternbild Orion. Der Katalogeintrag geht auf eine Beobachtung des Astronomen John Herschel am 8. Januar 1828 zurück. Die Wiederentdeckung des Objektes durch Guillaume Bigourdan am 25. Dezember 1899 führte zum Eintrag IC 2107 des Index-Kataloges.